# Ahmet Yıldırım
Pour le footballeur né en 1945, voir Yıldo.
Ahmet Yıldırım  est un footballeur turc né le 25 février 1974 à Amasya. Il évoluait au poste de défenseur.

## Biographie

### En club
Ahmet Yıldırım joue principalement en faveur des clubs turcs d'Ankaragücü, de Galatasaray et de Beşiktaş.
Il dispute un total de 387 matchs en championnat, inscrivant 15 buts. Il remporte au cours de sa carrière deux titres de champion de Turquie.
Au sein des compétitions européennes, il dispute douze matchs en Ligue des champions, 25 en Coupe de l'UEFA, et enfin un en Coupe Intertoto. Il remporte la Coupe de l'UEFA en 2000 avec le club de Galatasaray, en battant en finale l'équipe londonienne d'Arsenal aux tirs au but.

### En équipe nationale
International turc, il reçoit quatre sélections en équipe de Turquie lors de l'année 2003,.
Il joue son premier match en équipe nationale le 12 février 2003 contre l'Ukraine en match amical (match nul 0-0).
Il participe à la Coupe des confédérations 2003, jouant un match contre les États-Unis (victoire 2-1).
Son dernier match en équipe nationale a lieu le 9 septembre 2003 contre l'Irlande en amical (match nul 2-2).

## Palmarès
Avec Galatasaray :
- Champion de Turquie en 2000.
- Vainqueur de la Coupe de Turquie en 2000.
- Vainqueur de la Coupe de l'UEFA en 2000.

Avec Beşiktaş :
- Champion de Turquie en 2003.

Avec la Turquie :
- Troisième de la Coupe des confédérations 2003.